# Limite de Bekenstein
En physique, la limite de Bekenstein est une limite supérieure à l'entropie S, ou l'information I qui peut être contenue dans une région finie donnée de l'espace qui contient une quantité finie d'énergie ou, réciproquement, la quantité maximum d'information requise pour décrire parfaitement un système physique donné jusqu'au niveau quantique. Elle implique que l'information d'un système physique, ou l'information nécessaire pour décrire parfaitement ce système, doit être finie si cette région de l'espace et son énergie sont finies. En informatique théorique, elle implique qu'il existe une vitesse maximum de calculabilité, la limite de Bremermann, pour un système physique qui a une taille et une énergie finies, et qu'une machine de Turing avec des dimensions finies et une mémoire illimitée n'est pas possible.
En atteignant la limite de Bekenstein, un support de stockage s'effondrerait en trou noir.

## Équations
L'inéquation de cette limite a initialement été trouvée par Jacob Bekenstein,, : 
{\displaystyle S\leq {\frac {2\pi kRE}{\hbar c}}}
Où S est l'entropie, k la constante de Boltzmann, R le rayon d'une sphère contenant le système, E la masse-énergie, incluant la masse au repos, ħ est la constante de Planck réduite et c est la vitesse de la lumière. Bien que la gravitation y joue un rôle important, l'expression ne dépend pas de la constante gravitationnelle.
En termes d'information, la borne peut s'écrire : 
{\displaystyle I\leq {\frac {2\pi RE}{\hbar c\ln 2}}}
Où I est l'information exprimée en nombre de bits contenus dans les états quantiques de la sphère. Le facteur ln 2 vient de la définition de l'information comme logarithme en base 2 du nombre d'états quantiques.
En utilisant l'équivalence masse-énergie, la limite de la quantité d'information peut être reformulée :
{\displaystyle I\leq {\frac {2\pi cRm}{\hbar \ln 2}}\approx 2.5769082\times 10^{43}mR}
Où {\displaystyle m} est la masse du système en kg.

## Origines
Bekenstein a dérivé cette limite d'arguments heuristiques concernant les trous noirs. S'il existe un système qui viole la limite, c'est-à-dire en ayant une trop grande entropie, Berkenstein a montré qu'il serait possible de violer la seconde loi de la thermodynamique en le transformant en trou noir. En 1995, Theodore Jacobson a démontré que l'équation du champ d'Einstein, et ainsi la relativité générale, peut être dérivée en admettant que la limite de Bekenstein et les lois thermodynamiques sont vraies,. Toutefois, bien que plusieurs arguments développés montrent qu'il doit bien exister une certaine forme de limite afin que les lois de la thermodynamique et la relativité générale soient mutuellement cohérentes, la formulation exacte a été sujette à débat,,,,,.(en),,,,

## Exemples

### Trous noirs
L'entropie des trous noirs est exactement égale à la limite de Bekenstein :
{\displaystyle r_{s}={\frac {2GM}{c^{2}}}}
{\displaystyle A=4\pi r_{s}^{2}={\frac {16\pi G^{2}M^{2}}{c^{4}}}}
{\displaystyle l_{P}^{2}=\hbar G/c^{3}}
{\displaystyle S={\frac {kA}{4l_{P}^{2}}}={\frac {4\pi kGM^{2}}{\hbar c}}}
Où {\displaystyle k} est la constante de Boltzmann, A est l'aire bidimensionnelle de l'horizon des évènements du trou noir exprimée avec l'aire de Planck comme unité, et {\displaystyle l_{P}^{2}=\hbar G/c^{3}}.
la limite est ainsi intimement liée à la thermodynamique des trous noirs, au principe holographique et à la limite d'entropie covariante[Quoi ?] de la gravitation quantique, et peut être dérivée d'une forme forte, conjecturée, de cette dernière.